# Acosmetura forcipata
Acosmetura forcipata is een rechtvleugelig insect uit de familie sabelsprinkhanen (Tettigoniidae). De wetenschappelijke naam van deze soort is voor het eerst geldig gepubliceerd in 2008 door Liu, Zhou & Bi.